# 特許通訊

Spectrum

特许通讯公司（Charter Communications, Inc.）是總部位於美國康涅狄格州斯坦福的一家通訊公司，“Spectrum”為其旗下商標。它是僅次于康卡斯特的美國第二大有線電視運營商。2016年5月18日收購时代华纳有线和光明屋网络之後，成為僅次於康卡斯特和AT&T的第三大付費電視運營商。2018年財富美國500強中該公司名列第74。

## 外部連接
- 官方网站
- - Charter Communications的商業數據：Google Finance
  - Yahoo! Finance
  - Reuters
  -  SEC filings